# Evropska pot E61
| E 61 |

Evropska pot E61 je del vseevropskega cestnega omrežja, ki je serija glavnih cest na kontinentu. Pot E61 se začne v avstrijskem Beljaku ter vodi v Slovenijo skozi predor Karavanke, nato pa skozi Ljubljano v italijanski Trst ter hrvaško Reko, kjer se tudi zaključi.
V Sloveniji jo sestavljajo avtoceste A1, A2 in A3 in glavna cesta G1-7.
Cesta je pomembna prometna žila, ki povezuje zahodno in srednjo Evropo z Balkanom. V nekdanji SFRJ je tvorila Avtocesto bratstva in enotnosti (trasa Jesenice-Ljubljana). Njena skupna dolžina je 270 km.
Glavna mesta na poti E61 so: Beljak (km 0), Naklo (km 67), Ljubljana (km 101), Trst (km 196), Reka (km 270).

## Priključki
| - E55 - E66 - E652 |  | - E70 - E751 - E65 |